# Mistrzostwa NCAA Division I w Zapasach w 1935
Mistrzostwa NCAA Division I w zapasach rozgrywane były w Bethlehem w marcu 1935 roku. Zawody odbyły się w Taylor Gymnasium, na terenie Lehigh University.

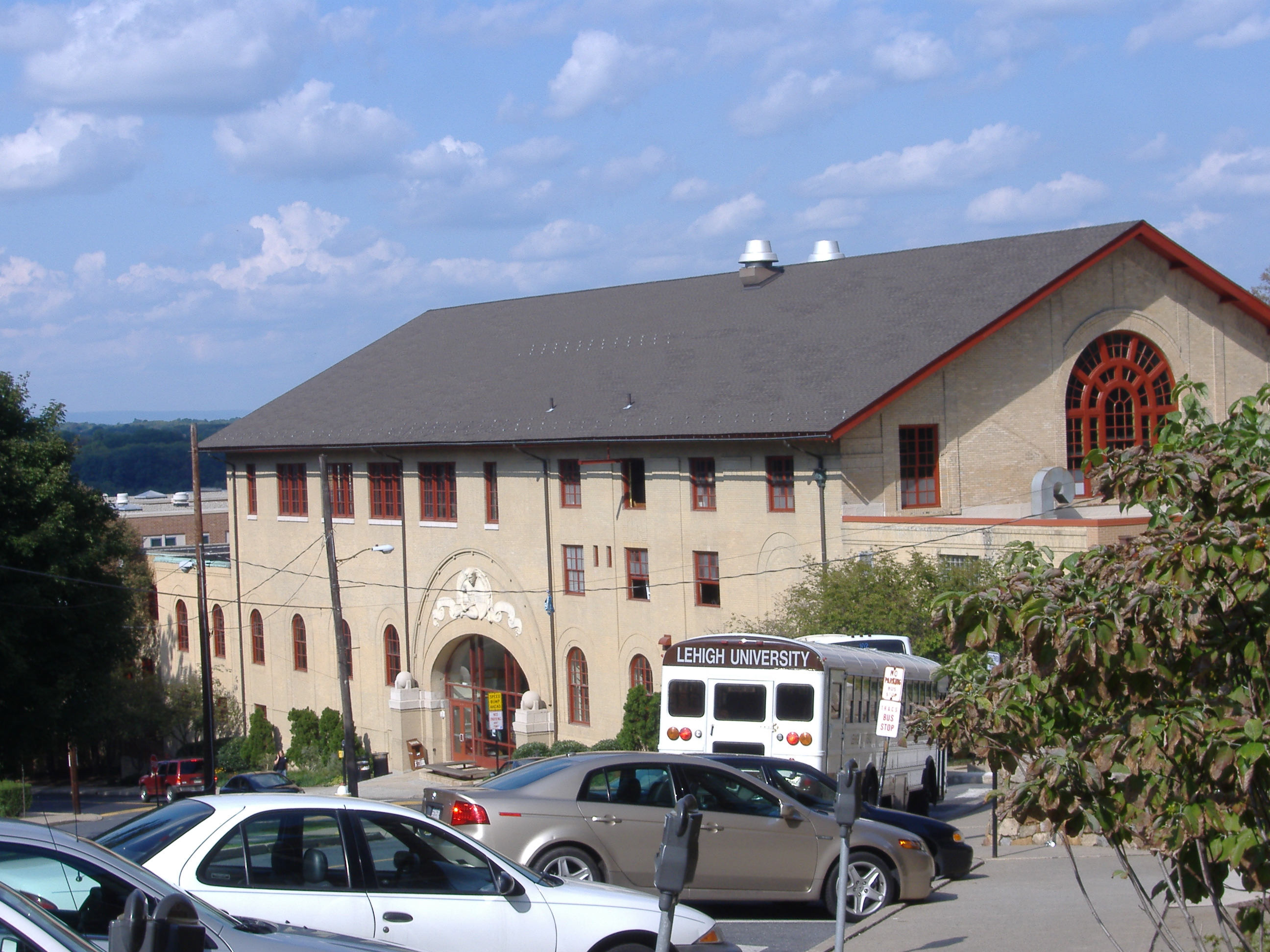
Taylor Gymnasium

- Outstanding Wrestler – Ross Flood

## Wyniki

### Drużynowo
| Kolejność | Szkoła                    | Zespół            |
| --------- | ------------------------- | ----------------- |
| 1.        | Oklahoma State University | Cowboys           |
| 2.        | University of Oklahoma    | Sooners           |
| 3.        | Indiana University        | Hoosiers          |
| .         | University of Illinois    | Illinois Fighting |

### All American

#### 118 lb
| Lp. | Zawodnik         | Szkoła         |
| --- | ---------------- | -------------- |
| 1.  | Rex Peery        | Oklahoma State |
| 2.  | Willard Duffy    | Indiana        |
| 3.  | George Ledbetter | Illinois       |

#### 126 lb
| Lp. | Zawodnik        | Szkoła                      |
| --- | --------------- | --------------------------- |
| 1.  | Ross Flood      | Oklahoma State              |
| 2.  | Jack Gott       | Southwestern Oklahoma State |
| 3.  | Pete Pakutinsky | Illinois                    |

#### 135 lb
| Lp. | Zawodnik      | Szkoła                      |
| --- | ------------- | --------------------------- |
| 1.  | Vernon Sisney | Oklahoma                    |
| 2.  | Ralph Rasor   | Oklahoma State              |
| 3.  | George Hanks  | Southwestern Oklahoma State |

#### 145 lb
| Lp. | Zawodnik        | Szkoła           |
| --- | --------------- | ---------------- |
| 1.  | Wayne Martin    | Oklahoma         |
| 2.  | Louis Tomlinson | Central Oklahoma |
| 3.  | Jack McIlvoy    | Illinois         |

#### 155 lb
| Lp. | Zawodnik       | Szkoła         |
| --- | -------------- | -------------- |
| 1.  | Frank Lewis    | Oklahoma State |
| 2.  | Howard McGrath | Cornell Iowa   |
| 3.  | Joe Kalpin     | Oklahoma       |

#### 165 lb
| Lp. | Zawodnik         | Szkoła     |
| --- | ---------------- | ---------- |
| 1.  | Howard Johnston  | Penn State |
| 2.  | Earl Kielhorn    | Iowa       |
| 3.  | Porter Robertson | Oklahoma   |

#### 175 lb
| Lp. | Zawodnik          | Szkoła                      |
| --- | ----------------- | --------------------------- |
| 1.  | Ralph Silverstein | Illinois                    |
| 2.  | Lloyd Ricks       | Oklahoma State              |
| 3.  | Orville Nickerson | Southwestern Oklahoma State |

#### UNL
| Lp. | Zawodnik         | Szkoła              |
| --- | ---------------- | ------------------- |
| 1.  | Charles McDaniel | Indiana             |
| 2.  | Howell Scobey    | Lehigh              |
| 3.  | Hugo Bonino      | Washington and Lee. |